# Agemar
Agemar es una localidad rural del municipio de Empalme ubicada en el sur del estado mexicano de Sonora en la zona del valle de Guaymas. Según los datos del Censo de Población y Vivienda realizado en 2020 por el Instituto Nacional de Estadística y Geografía (INEGI), Agemar tiene un total de 408 habitantes.

## Geografía
La Palma se sitúa en las coordenadas geográficas 27°57'10" de latitud norte y 110°45'10" de longitud oeste del meridiano de Greenwich, a una elevación de 4 metros sobre el nivel del mar.